# Гробинская волость
Гробинская волость (латыш. Grobiņas pagasts) — волость в Гробинском крае Латвии. Волостной центр — село Дубени. На середину 2012 года население волости составляет 2747 жителей. 
Через волость проходят автодороги A9 Рига (Скулте) — Лиепая, P106 Эзере — Эмбуте — Гробиня, P111 Вентспилс (Лечи) — Гробиня и P113 Гробиня — Барта — Руцава.